# Agrochola terranovae
Agrochola terranovae là một loài bướm đêm trong họ Noctuidae.